# System SSV
Pour les articles homonymes, voir SSV.
Le System SSV est un système d'arcade au format JAMMA, destiné aux salles d'arcade, créé en 1993.

## Description
Le System SSV est plus communément et simplement appelé SSV.
Ce système créé dès 1993, et exploité jusqu'en 2001, est le fruit d'une collaboration entre trois entreprises que sont Seta, Sammy et Visco. SSV est l'acronyme constitué par les premières lettres de chaque nom des sociétés ayant participé au projet, c'est-à-dire Sammy, Seta et Visco. Il a connu une très belle durée de vie.
Le processeur central est un NEC V60, le son va lui par contre être géré par une puce Ensoniq ES5506. Ce système est composé de deux pcbs, montées en fixe, une des deux étant la carte mère, la seconde supportant le jeu. Certains jeux (les plus récents) ont été commercialisés avec une carte mère différent de la première version. Ils ne sont donc pas compatible avec la première carte mère (notamment Vasara et Vasara 2). La qualité de rendu vidéo est d'une très haute qualité pour l'époque (le début des années 1990). Les choix graphiques sont bien marqués, additionnés à la qualité de l'affichage en résulte des graphismes stylés et bien particuliers. Les effets et les explosions bénéficient d'une très bonne réalisation, la jouabilité et la rapidité sont accrues. 
Ce matériel connaîtra de bons jeux : des shoot-them-up comme Change Air Blade, Twin Eagle II: The Rescue Mission, Storm Blade, Ultra X Weapons / Ultra Keibitai, Vasara, Vasara 2 ou encore les célèbres Drift Out '94 - The Hard Order et Dyna Gear.

## Spécifications techniques

### Processeur central
- NEC V60 cadencé à 16 MHz

### Processeur son
- Ensoniq ES5506 cadencé à 16 MHz
- Capacités audio : Mono

### Affichage
- Résolution variable :
  - 240×336 ou 240×344
  - 320×224 ou 320×240
  - 336×236 ou 336×240
- Palette couleurs : 32768 couleurs

## Liste des jeux
| Titre                                   | Développeur                            | Éditeur              | Système    | Genre | Date |
| --------------------------------------- | -------------------------------------- | -------------------- | ---------- | ----- | ---- |
| Change Air Blade                        | Sammy                                  | Seta / Sammy / Visco | System SSV |       | 1999 |
| Dramatic Adventure Quiz Keith & Lucy    | Visco                                  | Seta / Sammy / Visco | System SSV |       | 1993 |
| Drift Out '94: The Hard Order           | Visco                                  | Seta / Sammy / Visco | System SSV |       | 1994 |
| Dyna Gear                               | Sammy                                  | Seta / Sammy / Visco | System SSV |       | 1993 |
| Eagle Shot Golf                         | Sammy                                  | Seta / Sammy / Visco | System SSV |       | 1994 |
| Gourmet Battle Quiz Ryohrioh CooKing    | Visco                                  | Seta / Sammy / Visco | System SSV |       | 1998 |
| Joryuu Syougi Kyoushitsu                | Visco                                  | Seta / Sammy / Visco | System SSV |       | 1997 |
| Koi Koi Shimasho 2: Super Real Hanafuda | Visco                                  | Seta / Sammy / Visco | System SSV |       | 1997 |
| Lovely Pop Mahjong JangJang Shimasho    | Visco                                  | Seta / Sammy / Visco | System SSV |       | 1996 |
| Lovely Pop Mahjong JangJang Shimasho 2  | Visco                                  | Seta / Sammy / Visco | System SSV |       | 2000 |
| Mahjong Hyper Reaction                  | Sammy                                  | Seta / Sammy / Visco | System SSV |       | 1995 |
| Mahjong Hyper Reaction 2                | Sammy                                  | Seta / Sammy / Visco | System SSV |       | 1997 |
| Meosis Magic                            | Sammy                                  | Seta / Sammy / Visco | System SSV |       | 1996 |
| Mobil Suit Gundam: Final Shooting       | Sotsu Agency / Sunrise, éd : Banpresto | Seta / Sammy / Visco | System SSV |       | 1995 |
| Monster Slider                          | Visco / Datt Japan                     | Seta / Sammy / Visco | System SSV |       | 1997 |
| Pachinko Sexy Reaction                  | Sammy                                  | Seta / Sammy / Visco | System SSV |       | 1998 |
| Pachinko Sexy Reaction 2                | Sammy                                  | Seta / Sammy / Visco | System SSV |       | 1999 |
| Storm Blade                             | Visco                                  | Seta / Sammy / Visco | System SSV |       | 1996 |
| Super Real Mahjong P7                   | Seta                                   | Seta / Sammy / Visco | System SSV |       | 1997 |
| Super Real Mahjong PIV                  | Seta                                   | Seta / Sammy / Visco | System SSV |       | 1993 |
| Survival Arts                           | Sammy                                  | Seta / Sammy / Visco | System SSV |       | 1993 |
| Twin Eagle II: The Rescue Mission       | Seta                                   | Seta / Sammy / Visco | System SSV |       | 1994 |
| Ultra X Weapons / Ultra Keibitai        | Banpresto / Tsuburaya Prod.            | Seta / Sammy / Visco | System SSV |       | 1995 |
| Vasara                                  | Visco                                  | Seta / Sammy / Visco | System SSV |       | 2000 |
| Vasara 2                                | Visco                                  | Seta / Sammy / Visco | System SSV |       | 2001 |